# Glen Morgan
Glen Morgan (ur. 12 lipca 1961 w Syracuse) − amerykański scenarzysta, producent, reżyser oraz aktor filmowy. Mąż aktorki Kristen Cloke.

## Filmografia

### Reżyser
- Krwawe święta (2006, Black Christmas)
- Willard (2003)
- Z Archiwum X (1996, X Files, The [1 odcinek])

### Scenarzysta
- Krwawe święta (2006, Black Christmas)
- Oszukać przeznaczenie 3 (2006, Final Destination 3)
- Willard (2003)
- Tylko jeden (2001, One, The)
- Na granicy światów (2000, Others, The [5 odcinków])
- Oszukać przeznaczenie (2000, Final Destination)
- The Wonder Cabinet (1999)
- The Notorius 7 (1997)
- Millennium (1996-1998 [15 odcinków])
- Gwiezdna eskadra (1995–1996 [10 odcinków], Space: Above and Beyond)
- Z Archiwum X (1993-1997 [15 odcinków])
- The Commish (1991 [nieznane odcinki])
- Booker (1989 [nieznane odcinki])
- 21 Jump Street (1987 [nieznane odcinki])
- Metalowa zemsta (1986, Trick or Treat)
- Chłopcy z sąsiedztwa (1985, Boys Next Door, The)

### Producent
- Krwawe święta (2006, Black Christmas)
- Oszukać przeznaczenie 3 (2006, Final Destination 3)
- Willard (2003)
- Tylko jeden (2001, One, The)
- Oszukać przeznaczenie (2000, Final Destination)
- The Commish (1991 [nieznane odcinki])
- Disney Presents The 100 Lives of Black Jack Savage (1991 [nieznane odcinki])

### Aktor
- Death's Design: Making "Final Destination 3" (2006) – on sam
- Planned Accidents (2006) – on sam
- The Year of the Rat (2003) – on sam
- Multiverses Create "The One" (2002) – on sam
- Jet Li is "The One" (2002) – on sam
- The Perfect Souffle: Testing "Final Destination" (2000) – on sam
- Metalowa zemsta (1986) – Roger Mockus

## Strony zewnętrzne
- Glen Morgan w bazie IMDb (ang.)
- Glen Morgan w bazie Filmweb